# Descolea phlebophora
Descolea phlebophora är en svampart som beskrevs av E. Horak 1971. Descolea phlebophora ingår i släktet Descolea och familjen spindlingar.   Inga underarter finns listade i Catalogue of Life.